# مارگاریتا گئوئر
مارگاریتا گئوئر (اسپانیایی: Margarita Geuer‎؛ زادهٔ ۳ مهٔ ۱۹۶۶) بازیکن بسکتبال زن اهل اسپانیا بود.
وی در مسابقات کشوری و بین‌المللی در مجموع برندهٔ ۱ مدال طلا شده‌است.